# 双頭の悪魔
『双頭の悪魔』（そうとうのあくま）は有栖川有栖が1992年に発表した推理小説。「学生アリスシリーズ」の長編3作目にして作者の代表作である。

## 解説
本作は東京創元社の「黄金の13」の1作として刊行された。本作を含む「学生アリスシリーズ」はクローズド・サークル物の事件が定番であり、本作では架橋の崩落と土砂崩れにより互いに陸の孤島と化した2つの村が舞台となる。また、同シリーズではエラリー・クイーンの影響を受け、全長編作品にクイーンの「国名シリーズ」に倣（なら）って「読者への挑戦」が挿入されているが、とくに本作においては「読者への挑戦」が3度も挿入されるという、かつてない試みがなされている。
「週刊文春ミステリーベスト10」1992年4位、「このミステリーがすごい！ 」1993年6位、「20世紀傑作ミステリーベスト10」19位、「このミステリーがすごい！ ベスト・オブ・ベスト」8位、「東西ミステリーベスト100」2012年版国内編22位。

## あらすじ
前作『孤島パズル』の事件での傷心により家出して高知県の山奥にある木更村に滞在している有馬麻里亜（マリア）を連れ帰って欲しいと、父親から依頼された英都大学推理小説研究会（EMC）のメンバーたち（江神二郎・望月周平・織田光次郎・有栖川有栖（アリス））は木更村に向かう。しかし、村の住人との間で誤解が生じマリアとの面会を拒絶されたため、嵐と闇夜に乗じて村への潜入を決行する。アリスたちは潜入に失敗し隣の夏森村に追い返されるが、運良く潜入に成功した江神はマリアとの再会を果たし、木更村の住人たちとの間の誤解も解け和解する。
ところが翌朝、江神からの電話を受けたアリスたちが木更村に向かったところ、鉄砲水により木更村と夏森村をつなぐ橋が落ち、互いの村が分断されてしまう。さらに夏森村も土砂崩れにより外界との交通が遮断されてしまう。しかも、電話もつながらず互いの状況を把握できない中、木更村と夏森村でそれぞれ殺人事件が発生する。こうして木更村では江神とマリアが、夏森村ではアリスと望月、織田が、それぞれ事件の真相を解明しようと推理を試みる。

## 登場人物

### 英都大学推理小説研究会（EMC）
江神二郎（えがみ じろう）
英都大学文学部4回生。27歳。
望月周平（もちづき しゅうへい）
英都大学経済学部3回生。愛称は「モチ」。
織田光次郎（おだ こうじろう）
英都大学経済学部3回生。愛称は「信長」。
有栖川有栖（ありすがわ ありす）
英都大学法学部2回生。愛称は「アリス」。20歳。
有馬麻里亜（ありま まりあ）
英都大学法学部2回生。愛称は「マリア」。

### 木更村の人々
木更菊乃（きさら きくの）
木更村の現当主。65歳。
小野博樹（おの ひろき）
画家。50歳。
鈴木冴子（すずき さえこ）
画家。36歳。
八木沢満（やぎさわ みつる）
音楽家。29歳。
小菱静也（こびし しずや）
舞踏家。36歳。
志度晶（しど あきら）
詩人。25歳。
香西琴絵（こうざい ことえ）
調香家。60歳。
千原由衣（ちはら ゆい）
元アイドル歌手。19歳。
前田哲夫（まえだ てつお）
造形作家。41歳。
前田哲子（まえだ てつこ）
造形作家。前田哲夫の妻。39歳。
西井悟（にしい さとる）
小説家。現在は木更村を出ている。
樋口未智男（ひぐち みちお）
銅版画家。現在は木更村を出ている。

### 夏森村の人々
保坂明美（ほさか あけみ）
看護婦。マリアの友人。
羽島公彦（はじま きみひこ）
小学校教諭。
中尾君平（なかお くんぺい）
医師。
室木典生（むろき のりお）
郵便局員。

### その他
相原直樹（あいはら なおき）
カメラマン。東京からやって来た。
沼井（ぬまい）
高知県警捜査一課の刑事。階級は警部。
藤城（ふじしろ）
杉森署捜査課の刑事。階級は警部補。

## 書誌情報
- 単行本：1992年2月、東京創元社、ISBN 978-4-488-01246-5
- 文庫本：1999年4月、創元推理文庫、ISBN 978-4-488-41403-0

## テレビドラマ
1994年11月21日 - 11月26日、WOWOWで放映された。出演は香川照之、渡辺満里奈、志村東吾、大森嘉之、三浦綺音、軌保博光。

## オーディオブック
2020年11月11日より、audiobook.jpから配信されている。ナレーターは相濱快斗、佐野翔子、脇野星、佐々木貴久、松平真之介、今西浩子、山田有樹、田沼祐樹、本坊諒太、安江友紀、中江恭子、笹村泉、森田由香里、早坂隆宏、觸澤優子、栗木正伸、畑ヶ山尚紀。